# Рексемский собор
Рексемский собор, полное название — Собор Богоматери Скорбящей (англ. Cathedral Church of Our Lady of Sorrows), также известный как Собор Святой Марии (англ. St Mary’s Cathedral) — католический собор епархии Рексема. Находится в городе Рексем в Уэльсе. Включён в список культурного наследия II* степени.

## История
Собор в готическом стиле XIV века, изначально бывший приходской церковью, был построен в 1857 году архитектором Эдвардом Уэлби Пьюджином. Церковь заменила более раннюю часовню, расположенную на Кинг-стрит, которая к 1850-м годам оказалось слишком маленькой для растущего прихода. Возведение финансировалось местным промышленником. В середине XX века, чтобы вместить значительно возросшее число прихожан, были построены крытая аркада и боковая часовня.
Церковь была назначена прокафедральным собором в 1898 году после создания католической епархии Меневии. Он был освящён 7 ноября 1907 года.